# Archimaga
Archimaga là một chi bướm đêm thuộc họ Tortricidae.

## Các loài
- Archimaga philomina Meyrick, 1918
- Archimaga pyractis Meyrick, 1905